# Ternera con pimiento
La ternera con pimiento es un plato salteado chino-estadounidense consistente en carne de ternera en tiras (a menudo arrachera, solomillo o redondo) cocinadas con pimiento verde o rojo en tiras y otros condimentos, como salsa de soja y jengibre, espesado a menudo con maicena. También es frecuente añadirle cebolla cortada y brotes de judía.

## Características
Existen referencias de la existencia del plato en los Estados Unidos desde al menos 1948. El plato procede de la gastronomía de Fujian, donde era conocido como qīngjiāo ròusī (青椒炒肉絲). En el plato original se usaba carne de cerdo y los condimentos eran relativamente suaves comparados con la versión estadounidense.
Existe un plato similar en la gastronomía chino-japonesa llamado chin-jao rōsu (青椒肉絲).